# 銀河系天文學
銀河系天文學（英語：Galactic astronomy）是研究我們的銀河系和其所有内容。相對來說，星系天文學是研究在我們銀河系之外的一切，包括所有其他的星系。
不要將銀河系天文學和星系的形成和演化混淆，後者一般是研究星系的誕生、結構、成分、動力學、交互作用和它們的形式和範圍。
我們自己的銀河系，就是我們的太陽系所属于的星系，在很多方面是被研究得最多的星系，即使重要的部分在可見波長區域被宇宙塵遮蔽了，在20世紀發展的無線電天文學、紅外線天文學、和次微米波天文學仍將被氣體和塵埃遮蔽的區域首度呈現出銀河系的圖形。

## 子類型
在天文期刊中將銀河系天文學分割成下列一組標準的子類型：
1. 豐度－研究比氦更重元素的位置
2. 核球－研究包圍著銀河系中心的隆起
3. 中心－研究銀河系中心的區域
4. 圓盤－研究銀河系的盤面 (銀河系大部分天體聚集的平面)
5. 演化－銀河系的演化
6. 形成－銀河系的形成
7. 基本參量－銀河系的基本參量(質量、大小等)
8. 球狀星團－在銀河系內的球狀星團
9. 銀暈－包圍著銀河系的巨大暈體
10. 運動學和動力學－恆星和星團的運動
11. 核心－環繞著銀河系中心黑洞的區域(人馬座A*)
12. 疏散星團和星協－疏散星團和星協中的恆星
13. 太陽周圍－鄰近太陽的恆星
14. 恆星內容－銀河系內恆星的數量和類型
15. 結構－構造(螺旋臂等)

## 恆星集團
- 星團
  - 球狀星團
  - 疏散星團

## 星際物質
- 行星際空間 - 行星際物質 - 行星際塵雲
- 恒星際空間 - 恒星际物质 - 恒星際塵
- 星系際空間 - 星系際物质 - 星系際塵埃

## 外部連結
- Mapping the hydrogen gas in the Milky Way
- Mapping the dust in the centre of the Milky Way （页面存档备份，存于）
- Search for Astronomy